# Tang-e Fāryāb
Tang-e Fāryāb (persiska: Tang-e Fāreyāb, Tang-e Fārīāb, تنگ فارياب) är en ort i Iran.   Den ligger i provinsen Bushehr, i den centrala delen av landet, 700 km söder om huvudstaden Teheran. Tang-e Fāryāb ligger 757 meter över havet och antalet invånare är 332.
Terrängen runt Tang-e Fāryāb är kuperad åt nordost, men åt sydväst är den bergig.Runt Tang-e Fāryāb är det ganska glesbefolkat, med 43 invånare per kvadratkilometer. Närmaste större samhälle är Tang-e Eram, 11,5 km sydost om Tang-e Fāryāb. Omgivningarna runt Tang-e Fāryāb är i huvudsak ett öppet busklandskap.